# Benzínová stanice v Milíně
Benzínová stanice v Milíně v okrese Příbram je někdejší čerpací stanice pohonných hmot, která stojí v ulici 11. května (silnice III/0049), na hlavní průjezdní silnici v obci ve směru na Strakonice na menším zalesněném pozemku proti hasičské zbrojnici. Od roku 2016 je chráněna jako nemovitá kulturní památka České republiky.

## Historie
Čerpací stanice byla postavena u hlavní silnice z Prahy na Strakonice v roce 1959 podle plánu Stanislava Sedláčka z projekčního oddělení Chemy VI, odbytové základny v Brně, dodavatelem byl Okresní stavební podnik v Příbrami. Projektant Sedláček vypracoval úvodní i technický projekt v listopadu 1957 pod zakázkovým číslem 83/57. Stavba byla dokončena v prosinci roku 1959 a do trvalého provozu byla uvedena rozhodnutím n. p. Benzina 1. července 1960.

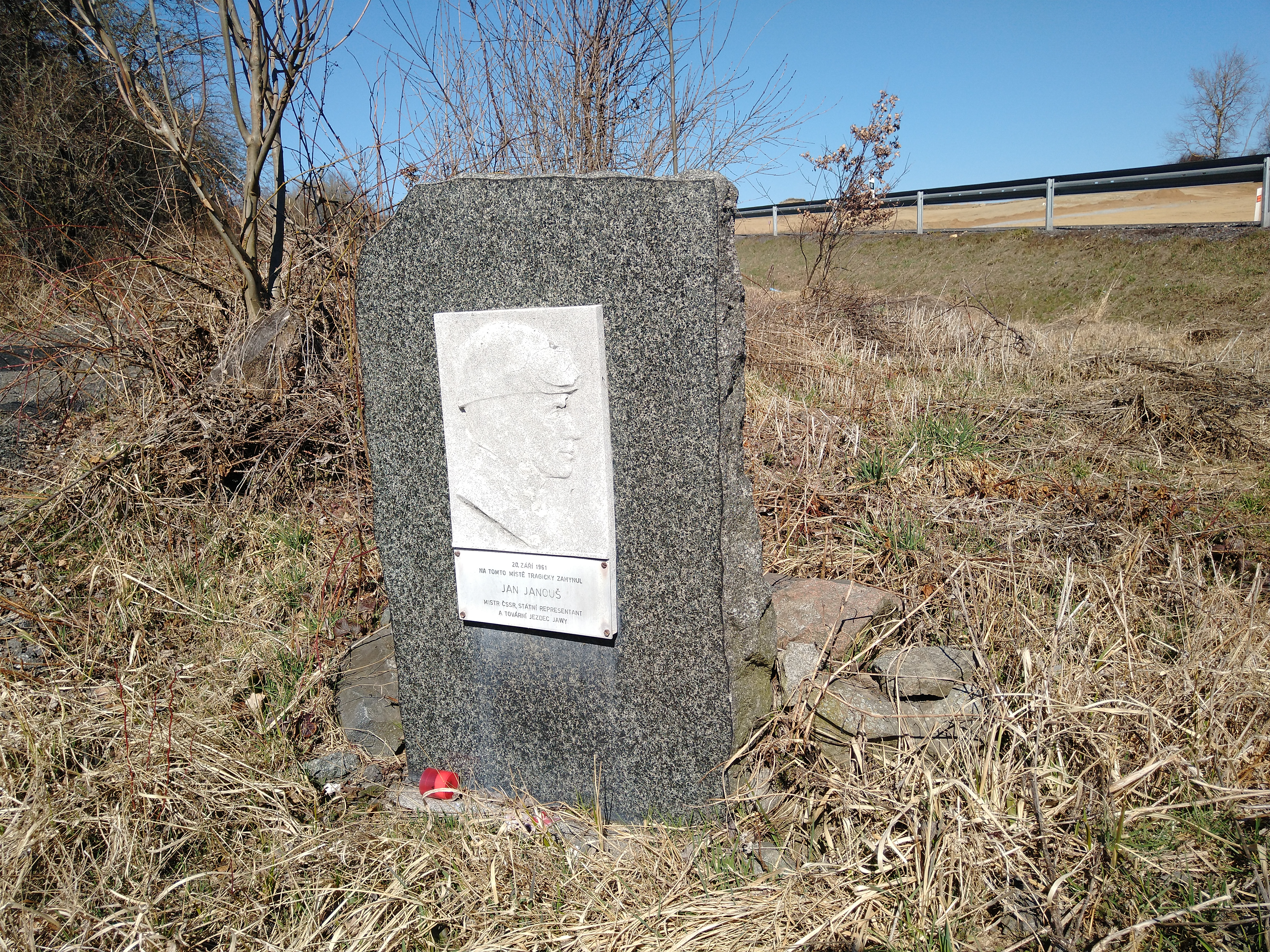
Pomník Jana Janouše na původním místě u silnice I/4

Po výstavbě obchvatu Milína a poklesu dopravy v obci stanice časem zanikla, později sloužila jako sídlo kamenictví. V roce 2023 byl ke stanici přemístěn pomník Jana Janouše, mistra ČSSR v motocyklovém sportu a továrního jezdce Jawy, který nedaleko Milína tragicky zahynul v roce 1961. Původní místo pomníku bylo v trase přeložky silnice při výstavbě dálnice D4.

## Popis
K drobné stavbě pumpy odbočuje z hlavní ulice příjezdová cesta vydlážděná žulovými kostkami. Přízemní, zděná stavba je omítnuta tvrdou břízolitovou omítkou. Je zastřešena pultovou střechou zaobleného tvaru, nesenou železobetonovými žebry. Střecha předstupuje před kiosek a kryje tak i vybetonovaný prostor pro tři výdejní stojany, jejichž obrysy jsou v betonu dosud patrné. Objekt kiosku stojí na půdorysu tvaru "T". Na přední straně má předstupující kancelář obsluhy s okny na dvou stranách a prosklenými dveřmi na třetí, severní straně. Ustupující část na zadní straně stavby má na obou čelních stranách dveře – na severu vedou k zázemí obsluhy s chodbou, záchodem, umývárnou a šatnou, na jihu do skladu olejů. Výplně oken i dveří jsou jednoduché, dřevěné, hladké a odpovídající technickému charakteru objektu.